# 수도암 잣나무 및 매화나무
수도암 잣나무 및 매화나무(修道庵 잣나무 및 매화나무)는 대한민국 전라남도 곡성군 옥과면 설옥리, 수도암에 있는 잣나무 및 매화나무이다. 1987년 6월 1일 전라남도의 문화재자료 제147호로 지정되었다.

## 개요
잣나무는 울릉도와 제주도를 제외한 한국의 거의 모든 지역에서 자라고 있으며 흔히 공원이나 정원에 심는다. 중국에서는 바다를 건너온 소나무라는 뜻으로 해송(海松), 신라가 중국으로 잣을 수출했기 때문에 신라송(新羅松)이라고도 한다.
매화나무는 가지가 초록색이며 잎은 어긋나고 계란형으로 끝이 뾰족하다. 꽃은 4월에 잎보다 먼저 피며 연한 홍색이 도는 흰빛으로 향기가 강하다. 추위가 덜 가신 초봄에 꽃이 피기 시작하므로 봄소식을 알려주는 나무로 아낌을 받아왔다. 특히 추위를 이기고 꽃을 피운다 하여 불의에 굴하지 않는 선비정신의 표상으로 삼아 많이 재배하였고, 시나 그림의 소재로도 많이 등장하였다.
수도암 앞 마당에는 잣나무와 매화나무가 자라고 있는데 이곳에 언제 심었는지는 알 수 없다. 잣나무의 나이는 150년 정도로 추정되며, 높이 15m, 둘레 2.30m이다. 매화나무의 나이는 150년 정도로 추정되며, 높이 4.15m, 둘레 1.12m이다.
수도암은 곡성군 옥과면의 설산(522m) 남쪽 허리에 있는 작은 암자이다. 신라시대 설두화상이 도를 닦던 곳으로 전해지나 그 당시 건물은 없고 1928년 임공덕 보살이 지은 건물이 지금까지 전해오고 있다.

## 참고 문헌
- 수도암잣나무및매화나무 - 국가유산청 국가유산포털